# Campylocentrum callistachyum
Campylocentrum callistachyum é uma espécie de orquídea, família Orchidaceae, que existe apenas no estado do Rio de Janeiro. Trata-se de pequena planta epífita, monopodial, com caules curtos, folhas dísticas, e inflorescência racemosa com flores espaçadas minúsculas, de cor branca, de sépalas e pétalas livres, e nectário, de cor verde, na parte de trás do labelo. Pertence ao grupo de espécies inflorescências tão compridas ou mais longas que as folhas.

## Publicação e sinônimos
- Campylocentrum callistachyum Cogn. in C.F.P.von Martius & auct. suc. (eds.), Fl. Bras. 3(6): 514 (1906).

Sinônimos heterotípicos:
- Aeranthes calostachya Barb.Rodr., Rev. Engenh. 3: 141 (1881).

## Histórico
Esta espécie foi descrita em 1881, por Barbosa Rodrigues, com base em uma planta que ele mesmo encontrou em um local que à época chamava-se Rodeio, no Rio de Janeiro. A planta floresceu no mês de fevereiro.  Em 1906 Cogniaux mudou ligeiramente a ortografia do nome desta espécie ao fazer uma nova combinação de seu nome em Campylocentrum. Trata-se de planta pequena em comparação às outras deste grupo. Diferencia-se por apresentas poucas folhas, estas de ápice agudo, enquanto as outras são lobuladas, por sua inflorescência igual ou levemente menor que o comprimento das folhas e pelo labelo profundamente trilobulado. Trata-se de planta pouco conhecida e ainda menos coletada sobre a qual quase não há referências.